# Cadena Ibérica
La Cadena Ibérica fue una cadena de radio española creada en 1988. En 1997 cambió su marca por Radio España, tomando el nombre de su cabecera, la histórica EAJ-2, emisora decana de la radio española. Desapareció en 2001, cuando su propietario, el Grupo Planeta, desmanteló las emisoras y alquiló las frecuencias a Onda Cero. En 2020, la Academia Española de la Radio se hace con la marca, Radio España, y relanza la emisora a nivel mundial mediante emisión en streaming. 
Emitía una programación generalista, aunque también disponía de una cadena de radiofórmula musical, llamada en sus inicios Top 40 y, posteriormente, Cadena Top Radio y Top Radio España.

## Historia
El nacimiento de Cadena Ibérica está ligado a la figura de Eugenio Fontán, histórico director general de la Cadena SER, desde 1963 hasta 1985. Ese año, la compra de la SER por parte del Grupo Prisa provocó su salida de la emisora. A su marcha, Fontán vendió el paquete accionarial de su familia a la familia Polanco y, junto con el dinero de su indemnización, compró –a través de la sociedad Unión Ibérica de Radio, SA - la histórica Radio España de Madrid (EAJ-2), considerada la emisora decana al haber sido autorizada su inauguración oficial cuatro días antes que Radio Barcelona, tal como recogieron todos los periódicos de la época.
Con esta emisora como cabecera, en 1988 Fontán inició un proceso de expansión por todo el país, bajo el nombre de Cadena Ibérica, que se formó inicialmente con tres emisoras propias (Radio España en OM en Madrid, Radio Top en FM en Madrid y Radio Compostela en FM en Santiago) junto a 17 estaciones asociadas. Uno de sus socios principales era Radio Miramar, que emitía por la onda media en Barcelona y que acababa de romper su vinculación a la Cadena COPE. Miramar tenía, además, tres emisoras que funcionaban con su nombre en las tres capitales de provincia del País Vasco: Bilbao, San Sebastián y Vitoria. En Cantabria Antena de Cantabria, propiedad del empresario Ernesto Maria Pagola Pueyo, Aragón, gracias al acuerdo con Radio Heraldo Cadena Ibérica también disponía de emisoras en las tres capitales de provincia: Huesca, Teruel y Zaragoza. Y en Galicia Cadena Ibérica también estaba presente gracias a su alianza con Radio Noroeste, cuya sede central estaba en Vigo.
Cadena Ibérica inició sus emisiones como tal el 5 de septiembre de 1988, con el eslogan La voz que no clama en el desierto. Su programa estrella era la tertulia política La espuela, realizada cada medianoche por Alejo García, Ramón Pi y Carlos Dávila. Al mediodía se emitía Mitad y mitad, un espacio sobre espectáculos y crónica social presentado por el propio Alejo García y Jesús Mariñas, y de madrugada se emitía Medianoche, programa sobre fenómenos paranormales conducido por Antonio José Ales. La programación en cadena se completaba con los servicios informativos, dirigidos por Carlos Peñaloza. El resto de horas se realizaban en desconexión desde las distintas emisoras asociadas, dando así especial relevancia a la programación local. También formaron parte de la rejilla de la Cadena Ibérica en sus primeros años programas como el magacín de tardes de Odette Pinto, Las tardes de Odette, realizado desde Radio Miramar de Barcelona; El topo deportivo, de JJ Santos; el despertador humorístico Arús con leche, de Alfonso Arús, realizado en conexión con la Cadena Catalana; y El callejón, tertulia taurina presentada por Alejo García, con la participación de José Antonio del Moral, Matías Prats, Manuel Alcántara, Andrés Amorós y José Joaquín Gordillo, entre otros.
Unión Ibérica Radio funcionaba en sus orígenes como una empresa familiar, con Eugenio Fontán en la presidencia, su esposa, María Teresa Oñate Gil como subdirectora general y sus hijos, Javier y Eugenio, como subdirector adjunto y director de Top 40, respectivamente.
Entre 1989 y 1990 la Cadena Ibérica continuó su proceso de expansión por todo el país, gracias a las frecuencias obtenidas en concursos públicos y a nuevos pactos con emisoras independientes, sumando a su red las estaciones de Alicante (Radio Top 40 - Radio Información), Valencia (Radio Levante), Castellón, Sevilla (Radio Meridional), Pamplona, Calahorra (La Voz de La Rioja), Las Palmas de Gran Canaria (Canal 28), Malparamos, Cáceres (Radio Estudio) y varias en Galicia. Sin embargo, en 1990 las tres emisoras aragonesas de Radio Heraldo se desvincularon de la cadena y, un año más tarde, Radio Miramar de Barcelona, junto a sus tres emisoras en el País Vasco, hizo lo propio tras ser comprada por la COPE. Para reemplazarla, la Cadena Ibérica se hizo con otra emisora barcelonesa, Radio Tiempo (94.9 FM), adquirida a Sistemas Radiofónicos, SA.
En septiembre de 1991 Cadena Ibérica realizó un importante cambio de formato, dejando la programación convencional generalista únicamente en su emisora de onda media -Radio España de Madrid- y convirtiendo las emisoras en frecuencia modulada en radiofórmulas musicales, cuya cabecera sería Top 40, la estación en FM de Radio España de Madrid (antigua Onda Dos). Las emisoras de este nuevo canal de radiofórmula tomaron el nombre de Cadena Top Radio.
A nivel de programación, uno de los cambios significativos en 1991 fue en el área de deportes, con la marcha de JJ Santos y el fichaje de Pedro Pablo Parrado, para presentar Goles y Match Parrado. Junto a él, formaron parte del equipo de deportes de Cadena Ibérica periodistas como Juanma Rodríguez, José Damián González, Héctor del Mar o Antonio Lobato. Durante la temporada 1992-93 se emitió Justo al mediodía, programa dedicado a la copla y la canción española, presentado por Justo Molinero y que se emitía en conexión con la emisora barcelonesa Radio Tele-Taxi. Otros espacios destacados de la primera mitad de los años noventa fueron el magacín de tardes Como la vida misma, de 16 a 20h con Ketty Kauffman, y el de mañanas Entre nosotros -estrenado en septiembre de 1994- de 9 a 12h con Andrés Caparrós. y el programa España al mediodía presentado por Pepe Cañaveras y qué fue reconocido con la "Antena  de Oro" por la Asociación de Profesionales de Radio y Televisión.
En marzo de 1993 el grupo mexicano Televisa, mediante la empresa Radiópolis, entró en el accionariado de Unión Ibérica de Radio, SA, adquiriendo el 25% de las acciones, tras una ampliación de capital. En los siguientes años, Televisa fue aumentando progresivamente su participación en la Cadena Ibérica, hasta que en diciembre de 1996 pasó a controlar el 100% de la sociedad, tras comprarle a la familia Fontán su paquete accionarial. En junio de 1997 el grupo Prensa Española, editor del diario ABC, entró también en el accionariado, tras pactar con Televisa la adquisición del 25% del capital de Unión Ibérica Radio. El acuerdo entre ambas empresas establecía que Prensa Española se haría cargo tanto de la gestión como de la publicidad de la Cadena Ibérica, y José Antonio Sánchez, hasta entonces redactor-jefe de ABC, fue nombrado presidente del consejo de administración y director general de la cadena. Paralelamente, Luis María Anson, hasta entonces director de ABC, fue nombrado presidente de Televisa España.
En septiembre de 1997, bajo la propiedad de Televisiva, la mayoría de las emisoras del grupo, incluyendo las radiofórmulas de Cadena Top, pasaron a emitir una programación generalista, adoptando la marca de su cabecera, Radio España, en substitución la denominación Cadena Ibérica.
La etapa de Prensa Española en la cadena tan sólo duró cinco meses, hasta octubre de 1997, debido a las discrepancias surgidas con la cúpula directiva del Grupo Televisa, renovada tras la muerte de su propietario y fundador, Emilio Azcárraga. Tras la ruptura, el grupo mexicano recuperó el 25% de las acciones que había vendido a la editora de ABC. Sin embargo, debido a la legislación española, que limitaba la participación de inversores extranjeros en medios de comunicación a un máximo del 25% del capital, en febrero de 1998 el Televisa se vio obligado a desprenderse del 75% de Unión Ibérica de Radio. Repartió estas acciones, a partes iguales, entre Telecomunicaciones de Burgos -editora del Diario de Burgos- y las constructoras valencianas Guadalmediana e Inversiones Cañete. Para entonces la cadena ya acumulaba importes pérdidas económicas.
En septiembre de 1998, con el objetivo de competir con las grandes cadenas, Radio España inició una nueva programación basada en el fichaje de rostros populares. El mayor golpe de efecto fue la contratación del equipo del programa La Mañana de la Cadena COPE -cuyo presentador, Antonio Herrero, había fallecido pocas semanas antes- para poner en marcha un magacín matinal de idénticas características, llamado Cada día y conducido por Antonio Jiménez. También se contrató a Julián Lago para moderar La espuela, un espacio emblemático de la cadena que continuaba en la parrilla. Por su parte, Teresa Viejo pasó a las tardes para asumir la conducción del magacín Tardes con Teresa, que contaba con colaboradores como Alessandro Lecquio, mientras que Pedro Pablo Parrado se puso al frente de un carrusel de retransmisiones deportivas los fines de semana.
Sin embargo, poco después, en noviembre de 1998, Televisa, que había iniciado un proceso de reorganización tras la muerte de Emilio Azcárraga, anunció la venta de sus inversiones en España. Luis María Anson se quedó con el 25% de las acciones que el grupo mexicano controlaba de Unión Ibérica de Radio, como indemnización por su salida de la presidencia de Televisa España. No obstante, apenas medio año más tarde, Anson vendió su participación a Urex Inversiones, una empresa filial de la tabaquera pública Tabacalera. Pocos meses después el grupo Telefónica Media negoció también su entrada en accionariado de Radio España, con el objetivo de conseguir una frecuencia en la onda media en Madrid donde emitir la programación de su cadena Onda Cero. Aunque la compra finalmente no cristalizó, sí hubo un acuerdo para que, durante la temporada 1999-2000 ambas cadenas -Onda Cero y Radio España- emitiesen de forma conjunta varias franjas de programación: por la mañana (de 06:00 a 08:00) el informativo Protagonistas cada día, que dirigía Antonio Jiménez, y por las tardes (de 16:00 a 19:00) el magacín A toda radio de Marta Robles.
En julio de 1999 el empresario Blas Herrero, propietario de una sesentena de emisoras que estaban asociadas a Onda Cero, desconectó de esta cadena sus cuatro emisoras en Castilla y León (Radio Ávila, Radio Soria, Radio Astorga y Radio Almazán) y las asoció a Unión Ibérica, quedando como repetidores de Radio España. Este cambio fue motivado por un desencuentro económico entre Herrero y Telefónica, compañía que acababa de adquirir la cadena de la ONCE. Ocho meses más tarde, en febrero de 2000, Herrero repitió la operación con sus frecuencias de Radio Blanca en el Principado de Asturias (en Gijón, Avilés, Navia, Mieres y Llanes), a la vez que anunció un acuerdo para traspasar toda su red de emisoras de Onda Cero a la cadena Radio España. Un pacto no llegaría a materializarse, porque tras un año de negociación, en febrero de 2001 Herrero volvió a vincular sus emisoras al grupo Onda Cero.
En octubre de 2000 se produjo un nuevo cambio accionarial en Unión Ibérica de Radio, cuando el Grupo Planeta, a través de su filial Planeta 2010, compró, por 2.000 millones de pesetas, el 20% de las acciones de Inmobiliaria Guadalmina y el 15% de Telecomunicaciones de Burgos. De este modo Planeta se convirtió en el socio mayoritario de Radio España, cuyo capital quedaba repartido entre el grupo editor catalán, con el 35%, Altadis (antigua Tabacalera) con el 25%, Inmobiliaria Guadalmedina con el 20% e Inversiones Cañete y Telecomunicaciones de Burgos con un 10% cada uno.
Tan sólo ocho meses después, en junio de 2001, ante las pérdidas continuas de Radio España -que en ese momento acumulaba una deuda de 5.000 millones de pesetas- Planeta anunció un plan de saneamiento de la cadena, que pasaba por el despido de 170 de sus 208 empleados (el 81% de la plantilla), el cierre de las emisoras y el alquiler de sus veinte frecuencias, en régimen de leasing, a otros operadores. Aunque los planes de Planeta preveían mantener únicamente la radiofórmula de Cadena Top, finalmente esta opción quedó desestimada y la emisora Top Radio -la histórica Radio España FM de Madrid- fue vendida al grupo mexicano Grupo Multimedios, que la gestiona a día hoy. La emisora de Sevilla fue clausurada y Planeta llegó a un acuerdo para arrendar a Onda Cero las 18 frecuencias restantes: Madrid en la OM y Barcelona, Valencia, Castellón, Alicante, Bullas (Murcia), Palma de Mallorca, Santa Eulalia (Ibiza), La Coruña, Muros, Santiago de Compostela, Vigo, Valladolid, Zamora, Pamplona, Miranda de Ebro, Calahorra y Majadahonda (en la FM). El 23 de septiembre de 2001 Onda Cero inició sus emisiones por estas frecuencias y, de este modo, se ponía fin a Radio España-Cadena Ibérica y a los 77 años de historia de EAJ-2.
Aunque el acuerdo de alquiler era por diez años -hasta 2011- en julio de 2007 Uniprex, sociedad propietaria de Onda Cero, adquirió el 100% de las acciones de Unión Ibérica Radio.

## Cadena Ibérica en la actualidad
Las diferentes emisoras no musicales de Radio España, Cadena Ibérica y Unión Ibérica Radio son: Onda Cero.
Las diferentes emisoras musicales de Radio España, Cadena Ibérica y Unión Ibérica Radio son: Europa FM y Melodía FM.
Cadena Ibérica emite desde Madrid en FM y a través de su página web, desde el 4 de enero de 2016. Es totalmente ajena a aquella Radio España Cadena Ibérica, la actual propiedad de la cadena rescató dicha marca en el 2015.